# Дудкин Гай
Дудкин Гай — село в Україні, у Драбинівській сільській громаді Полтавського району Полтавської області. Населення становить 246 осіб.

## Географія
Село Дудкин Гай знаходиться на відстані 3 км від сіл Драбинівка та Крута Балка.

## Історія
- 1939 — Дата заснування.
- 12 червня 2020 року, відповідно до розпорядження Кабінету Міністрів України № 721-р «Про визначення адміністративних центрів та затвердження територій територіальних громад Полтавської області», село увійшло до складу Драбинівської сільської громади[1].
- 19 липня 2020 року, в результаті адміністративно - територіальної реформи та ліквідації  Новосанжарського району, село увійшло до складу новоутвореного Полтавського району[2].

## Населення

### Мова
Розподіл населення за рідною мовою за даними перепису 2001 року:
| Мова       | Кількість | Відсоток |
| ---------- | --------- | -------- |
| українська | 240       | 97.56%   |
| російська  | 5         | 2.03%    |
| румунська  | 1         | 0.41%    |
| Усього     | 246       | 100%     |

## Об'єкти соціальної сфери
- Фельдшерсько-акушерський пункт.

## Пам'ятки
- Церква на честь Різдва Іоанна Предтечі УПЦ МП (побудований в 1901 році).